# 伯宗德河
伯宗德河（法語：Bezonde，亦作，法語發音：[bəzɔ̃d]）是法国中央-盧瓦爾河谷大區卢瓦雷省的河流，是卢万河的左支流，长35千米。